# Distretto di Akyazı
Il distretto di Akyazı (in turco Akyazı ilçesi) è uno dei distretti della provincia di Sakarya, in Turchia.